# Großsteingräber bei Kossebade
Die Großsteingräber bei Kossebade waren vier megalithische Grabanlagen der jungsteinzeitlichen Trichterbecherkultur bei Kossebade, einem Ortsteil der Gemeinde Obere Warnow im Landkreis Ludwigslust-Parchim (Mecklenburg-Vorpommern). Sie wurden im 19. Jahrhundert zerstört.

## Lage
Die genaue Lage der Gräber ist nicht überliefert. Südlich von Kossebade befindet sich das Großsteingrab Grebbin, in dessen unmittelbarer Umgebung sich ursprünglich noch sieben weitere Anlagen befanden. Westlich von Kossebade liegen die Großsteingräber von Frauenmark und die Großsteingräber bei Friedrichsruhe.

## Beschreibung
Ein Grab wurde um 1805 von Friedrich Wilhelm Zinck untersucht. Es war allerdings fundleer. Ein weiteres Grab wurde von ihm gezeichnet, wodurch ersichtlich ist, dass es sich um einen Großdolmen gehandelt hat. Über die anderen Gräber liegen bezüglich Ausrichtung, Maßen und Grabtyp keine näheren Informationen vor.